# ديريك كينغ (لاعب كرة قدم)
ديريك كينغ (بالإنجليزية: Derek King)‏ هو لاعب كرة قدم بريطاني، ولد في 15 أغسطس 1929 في حي هكني في لندن في المملكة المتحدة، وتوفي في 16 يونيو 2003 في هانتينغدون ‏ في المملكة المتحدة. لعب مع توتنهام هوتسبير وسوانزي سيتي.